# 11673 Баур
11673 Баур (11673 Baur) — астероїд головного поясу.
Тіссеранів параметр щодо Юпітера — 3,641.